# Witold Kiełtyka
Witold Franciszek Kiełtyka (ur. 24 stycznia 1984 w Krośnie, zm. 2 listopada 2007 w Nowozybkowie) – polski muzyk, perkusista, pianista i gitarzysta.

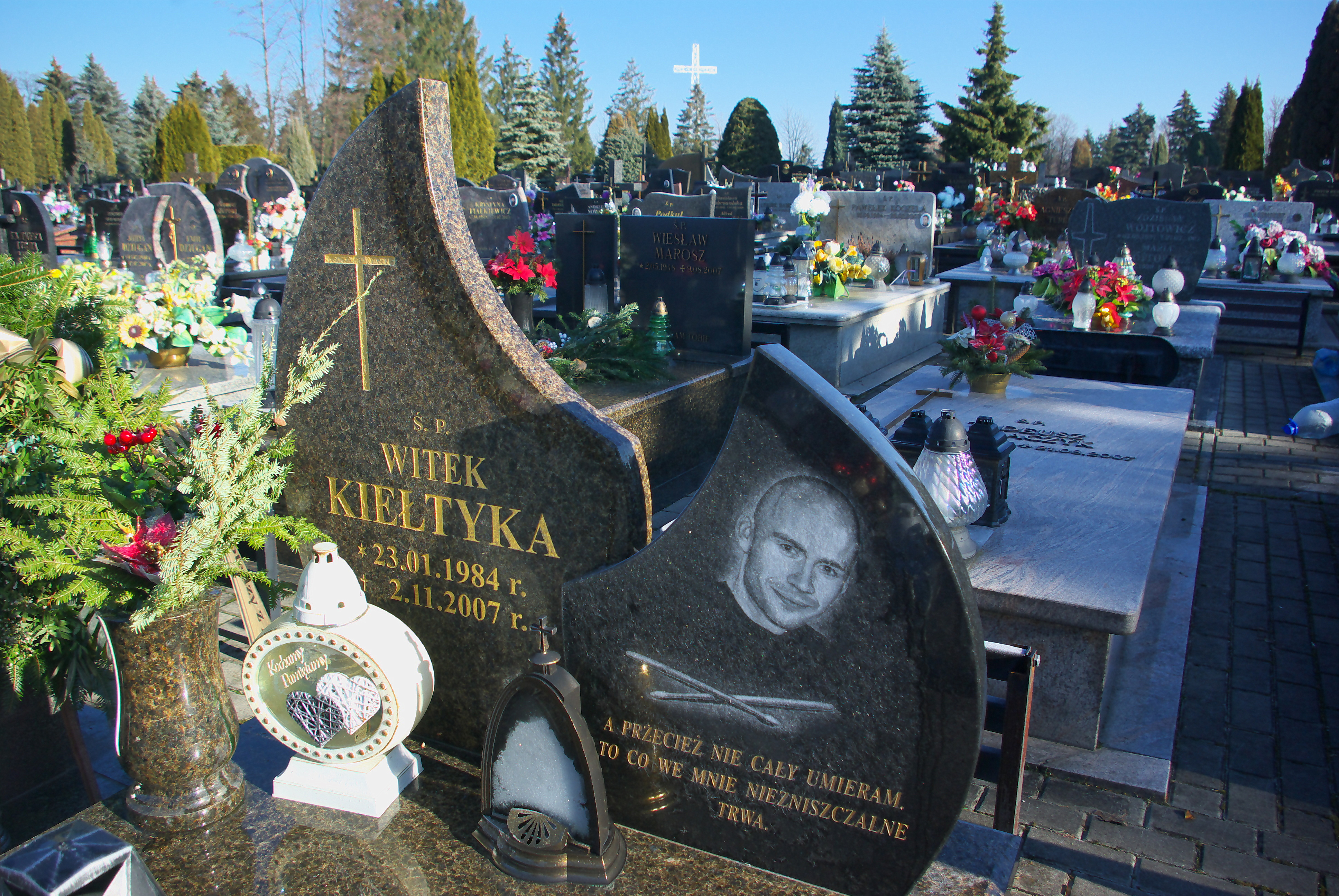
Grób Witolda Kiełtyki

## Życiorys
Młodszy brat gitarzysty i akordeonisty Wacława „Vogga” Kiełtyki. W 1996 obaj założyli deathmetalową grupę muzyczną Decapitated. W zespole występował do śmierci w 2007 roku. Od 2004 Witold występował również w heavymetalowej grupie Panzer X. Współpracował ponadto z grupą Dies Irae. Przez osiem lat występował również w chórze.
Został absolwentem Państwowej Szkoły Muzycznej w Krośnie I i II stopnia w klasie fortepianu. Grał na talerzach perkusyjnych Istanbul Agop i bębnach Tama Superstar.
Miał żonę Annę oraz córkę Emilię. Wraz z rodziną mieszkał w Krośnie. Poza działalnością artystyczną pracował jako sprzedawca w sklepie.

## Śmierć
29 października 2007 podróżując do Homla na Białorusi, członkowie grupy Decapitated oraz formacji Crionics, mieli wypadek drogowy – kolizję z ciężarówką transportującą drewno. Kiełtyka i Adrian Kowanek odnieśli poważne obrażenia. Zostali przewiezieni do Nowozybkowa w Rosji. W tamtejszym szpitalu perkusista przeszedł operację, zaplanowany został również transport do szpitala w Krakowie na dalsze leczenie. Zmarł jednak 2 listopada 2007 mając 23 lata. Pogrzeb odbył się 10 listopada tego samego roku w Krośnie. Witold Kiełtyka został pochowany na Cmentarzu Komunalnym w Krośnie.
Śmierć Kiełtyki spotkała się z odzewem środowiska muzycznego. Uznanie dla perkusisty wyrazili m.in. Adam Darski – lider zespołu Behemoth, Gene Hoglan – perkusista Strapping Young Lad, Dirk Verbeuren – perkusista Soilwork, Jens Francois Dagenais – lider kanadyjskiego zespołu Kataklysm, Tomas Haake – członek Meshuggah, Wawrzyn „Varyen” Chyliński – były perkusista Damnation, John McEntee – lider Incantation, Alan Averill – wokalista Primordial, Raymond Herrera – były perkusista Fear Factory oraz ATF Sinner, lider zespołu Hate.
W grudniu 2007 w krakowskim klubie Krzysztofory odbył się koncert charytatywny na rzecz poszkodowanego Adriana Kowanka oraz rodziny Witolda Kiełtyki. Wzięły w nim udział takie zespołu jak: Hate, Sceptic, Crionics, Heart Attack, Thy Disease, Virgin Snatch i Delight. Kolejne koncerty charytatywne odbyły się również w styczniu 2008 w warszawskim klubie Stodoła oraz w lutym tego samego roku w gdyńskim klubie Ucho.

## Dyskografia
Decapitated
- Cemeteral Gardens (1997, wydanie własne)
- The Eye of Horus (1998, wydanie własne)
- Winds of Creation (2000, Wicked World, Earache Records)
- The First Damned (2000, Metal Mind Productions)
- Polish Assault (2000, Relapse Records)
- Nihility (2002, Earache Records)
- The Negation (2004, Earache Records)
- Organic Hallucinosis (2006, Earache Records, Teichiku Records)
- Human’s Dust (2008, DVD, Metal Mind Productions)

Panzer X
- Steel Fist (2006, Metal Mind Productions)

Dies Irae
- The Art of an Endless Creation (2009, DVD, Metal Mind Productions)